# Carlos Roberto Jatobá
Carlos Roberto Jatobá, semplicemente noto come Jatobá, (Peabiru, 2 gennaio 1963) è un ex calciatore brasiliano, di ruolo difensore.

## Biografia
Anche suo figlio Carlos Jatobá è un calciatore professionista.

## Palmarès

### Competizioni internazionali
- Coppa CONMEBOL: 1

Botafogo: 1993

#### Competizioni statali
- Campionato Paranaense: 2

Pinheiros: 1984
Coritiba: 1989